# Louis de La Palud
Louis de La Palud, llamado también el cardenal de Varambron (Châtillon-la-Palud, 1370/1380 – Roma, 21 de septiembre de 1451), fue un abad, obispo católico y cardenal suizo.
Al principio fue monje benedictino, después obispo de Lausana y posteriormente de San Juan de Moriana.

## Biografía
Louis provenía da una familia de Bresse, y era hijo de Aymé de La Palud, señor de Varambon, y de Alix de Corgenon. Después de estudiar en la Sorbona, entró en la orden benedictina en Tournus. De 1404 fue abad de Ambronay y en 1413 de Tournus. Louis participó en los concilios de Constanza (1414-1418), Siena (1423) y Basilea (1431-1449). En 1431 fue nombrado obispo de Lausana. El Papa Eugenio IV lo transfirió en 1433 a Aviñón. Louis no aceptó la transferencia, y la negación fue aceptada en 1435 por el Concilio de Basilea, después de que Louis fue excomulgado por Eugenio IV en 1436.
El antipapa Félix V lo nombró en 1440 cardenal y de 1441, obispo de San Juan de Moriana.
En 1449 el papa Nicolás V lo perdonó y en 1449 lo nombró cardenal presbítero de Santa Anastasia.